# Porta Nuova
De Porta Nuova (Nederlands: Nieuwe Poort) is een stadspoort in de Siciliaanse hoofdstad Palermo. De poort is gebouwd aan de noordzijde van het Palazzo dei Normanni en door de poort loopt de Corso Vittorio Emanuele, een van de hoofdstraten van het historische centrum. De tegenhanger van de Porta Nuova is de Porta Felice, aan de andere zijde van de Corso. Aan andere zijde van de poort, in de richting van Monreale, loopt de Corso Calatafimi.

## Geschiedenis
De Porta Nuova werd in 1583 gebouwd in opdracht van de Spaanse onderkoning Marcantonio Colonna ter ere van het bezoek van keizer Karel V aan Palermo in 1535.
De toren stortte in 1667 volledig in ten gevolge van een buskruitontploffing. In 1669 werd de toren herbouwd door de Siciliaanse architect Gaspare Guercio. Bij deze herbouw werden de loggia en het piramidevormige dak aan de poort toegevoegd.